# Buerse

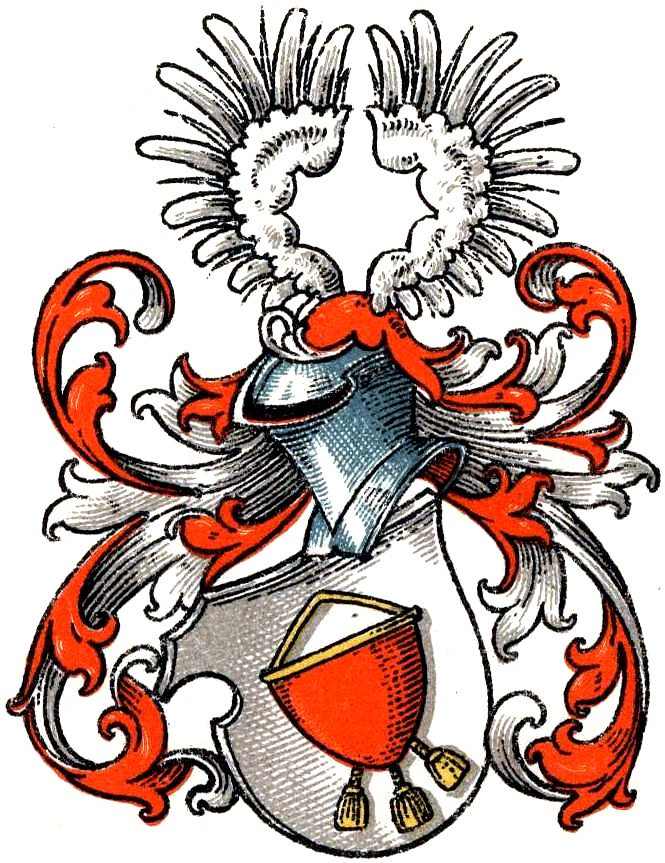
Wappen derer von Buerse

Die Herren von Buerse (auch: Burse) waren ein westfälisches Adelsgeschlecht.

## Geschichte
Das Geschlecht stellte Burgmänner auf Burgsteinfurt und Ottenstein. Bereits 1269 erscheint ein Ritter Philipp de Buerse als Zeuge in einer Urkunde des Edelherrn Bernhard II. von Ahaus (1255–1308). Bernhard Buerse zog unter Hauptmann Johann von Lieuendal gegen Herzog Gerhard von Jülich-Berg, Graf von Ravensberg, Gerhard von Loen, Herr zu Jülich und Graf zu Blankenheim zu Feld und wurde gefangen genommen. Er wurde in Grevenbroich eingekerkert und besiegelte 1453 seine Freilassungsurkunde mit dem Börsen-Wappen. 1477 wurde Friedrich von Burse vom Stift Mauritz bei Münster mit Beyerinch im Kirchspiel Osterwick belehnt.
Laut Spießen blühte das Geschlecht noch 1774.

## Wappen
Blasonierung: In Silber eine rote Börse mit drei goldenen Troddeln und einem goldenen Bügel. Auf dem Helm ein offener silberner Flug. Die Helmdecken sind rot-silbern.